# Roman Honťuk
Roman Honťuk (* 2. února 1984 Nadvirna, Sovětský svaz) je bývalý ukrajinský zápasník–judista, stříbrný a bronzový olympijský medailista z let 2004 a 2008.

## Sportovní kariéra
S judem začínal v 10 letech na základní škole v kroužku pod vedením Pavlo Samkiva. Od svých 14 let se připravoval vrcholově pod vedením sambistického trenéra Jevhena Bodnaruka. V ukrajinské seniorské reprezentaci se prosazoval od roku 2003 ještě jako junior. V roce 2004 se kvalifikoval na olympijské hry v Athénách. Ve čtvrtfinále vyřadil úřadujícího mistra světa Němce Floriana Wannera a v semifinále svedl infarktový zápas s Polákem Robertem Krawczykem. Zbývaly dvě sekundy do konce, když strhnul Poláka technikou sumi-gaeši a otočil zápas ve svůj prospěch. Ve finále nastoupil proti domácímu Iliasu Iliadisovi, který ho po dvou minutách boje hodil technikou seoi-otoši na ippon. Získal stříbrnou olympijskou medaili. V dalších letech se u něho dostavil problém charakteristický pro vrcholový úpolový sport – problémy s váhou. Ve střední váze na své soupeře v reprezentaci nestačil a do polostřední váhy s obtížemi shazoval. Náchylné na toto shazování byly jeho kotníky, kvůli kterým prakticky neprodělal přípravu na olympijské hry v Pekingu v roce 2008. V semifinále olympijské turnaje proti Němci Ole Bischof neudržel v závěru vedení potom co fyzicky odpadl. V souboji o třetí místo s Mongolem Ňamchüü se ujal na začátku vedení na wazari, ale v závěru opět fyzicky odešel. Jeho soupeř však v poslední minutě nedokázal přimět rozhodčí aby mu udělili čtvrté šido (hansoku-make) a tak mohl slavit bronzovou olympijskou medaili. Po olympijských hrách v Pekingu přešel do střední váhy, ale jeho další sportovní kariéru ovlivnila od roku 2010 nová pravidla boje. Přesto dokázal uspět v ukrajinské olympijské nominaci na olympijské hry v Londýně v roce 2012, ale skončil v prvním kole.
Roman Honťuk byl pravoruký judista s krásnými strhy sutemi-waza. Prakticky celou sportovní kariéru se připravoval se sambisty a tento fakt se odrazil i na jeho způsobu boje. Měl v oblibě útoky na nohy s následnými submisivními technikami. Uměl ze sebe dostat maximum na důležitých turnajích.

## Výsledky
| Turnaj             | 2000             | 2001             | 2002             | 2003             | 2004             | 2005             | 2006             | 2007             | 2008             | 2009         | 2010         | 2011         | 2012         |
| Turnaj             | 16               | 17               | 18               | 19               | 20               | 21               | 22               | 23               | 24               | 25           | 26           | 27           | 28           |
| Turnaj             | polostřední váha | polostřední váha | polostřední váha | polostřední váha | polostřední váha | polostřední váha | polostřední váha | polostřední váha | polostřední váha | střední váha | střední váha | střední váha | střední váha |
| ------------------ | ---------------- | ---------------- | ---------------- | ---------------- | ---------------- | ---------------- | ---------------- | ---------------- | ---------------- | ------------ | ------------ | ------------ | ------------ |
| Olympijské hry     | —                |                  |                  |                  | 2.               |                  |                  |                  | 3.               |              |              |              | úč.          |
| Mistrovství světa  |                  | —                |                  | —                |                  | 3.               |                  | úč.              |                  | —            | úč.          | —            |              |
| Mistrovství Evropy | —                | —                | —                | úč.              | úč.              | —                | —                | —                | —                | —            | —            | —            | úč.          |
| MS juniorů         | —                |                  | 2.               |                  |                  |                  |                  |                  |                  |              |              |              |              |
| ME juniorů         | —                | 1.               | 1.               | —                |                  |                  |                  |                  |                  |              |              |              |              |
| ME dorostenců      | 3.               |                  |                  |                  |                  |                  |                  |                  |                  |              |              |              |              |